# Caryocar
Caryocar es un género de plantas con flores con 15 especies, perteneciente a la familia Caryocaraceae. Son nativos de Sudamérica.
Todos son árboles con fuertes maderas. Ocho especies de este género Caryocar tiene frutos comestibles.

## Descripción
Son árboles grandes o raramente arbustos o subarbustos; las ramas opuestas y con frecuencia horizontales. Hojas opuestas, por lo general, largo pecioladas, pero muy pocas veces casi sésiles, trifolioladas; estípulas ausentes o presentes y pronto caduca, foliolos con pecíolos cortos, nervación pinnada, el margen aserrado, crenado, dentado o  a menudo con 2-4 estipelas en la base de los foliolos, las estipelas persistentes o caducas, a veces con 2 grandes y 2 pequeñas estipelas. Las inflorescencias en racimos terminales con un corto raquis, a menudo corimbosas; con pedicelo apical articular; brácteas rara vez desarrollada, por lo general no presentes, las brácteas laterales, alternas, pequeñas, subpersistentes o caducas. Flores hermafroditas, grandes; con cáliz de 5 (-6) lóbulos, pétalos imbricados, 5 o 6. Los frutos son drupas 4-6-loculares con 1-4 lóculos  y dehiscente, el mesocarpio grueso y graso o carnoso, el endocarpio leñoso, muricado, tuberculado o espinoso en el exterior; semillas reniformes o subreniformes.

## Taxonomía
El género fue descrito por F.Allam. ex L. y publicado en Mantissa Plantarum 2: 154, 247. 1771. La especie tipo es: Caryocar nuciferum L. 

## Especies
- Caryocar amygdaliferum Mutis - almendrón de Nueva Granada[4]
- Caryocar amygdaliforme
- Caryocar barbinerve Miq. (Bahia - Brasil)
- Caryocar brasiliense Cambess. (Brasil)
- Caryocar coccineum
- Caryocar coriaceum Wittm.
- Caryocar costaricense Donn. Sm. (Costa Rica y Panamá)
- Caryocar cuneatum Wittm.
- Caryocar dentatum
- Caryocar edule Casar.
- Caryocar glabrum (Aubl.) Pers. (sinónimos: Saouari glabra Aubl., Caryocar microcarpum Ducke)
- Caryocar intermedium Wittm.
- Caryocar montanum (Guyana)
- Caryocar nuciferum L. (synonyms: Caryocar tomentosum Willd. Caryocar tuberculosum (Aubl.) Baill., Pekea tuberculosa Aubl., Caryocar tomentosum Willd.)  -(Colombia, Perú, y Venezuela)
- Caryocar villosum (Aubl.) Pers. (synonym: Saouari villosa Aubl.)